# Lengyel
Lengyel è un comune dell'Ungheria centro-meridionale di 559 abitanti (dati 2008). È situato nella contea di Tolna.